# Långe Erik
Långe Erik, Ölands norra udde – latarnia morska znajdująca się w miejscowości Grankullaviken, na niewielkiej wyspie u wybrzeży północnego krańca wyspy Olandia, w południowej części Szwecji. Biała wieża ma 32,1 metra wysokości i jest zbudowana z wapienia. Światło umiejscowione 31,5 m n.p.m. nadaje 4 błyski co 15 sekund w kolorze białym.
Budowla została oddana do użytku w 1845. Początkowo była zasilana naftą. W 1903 zainstalowano na niej soczewkę Fresnela. Siedem lat później wyposażono ją sygnał mgłowy, który wyłączono w 1985. Została uznana za pomnik narodowy w 1935. Elektryfikacją latarni nastąpiła w 1947. W 1965 wyspa Stora grundet, na której znajduje się latarnia została połączona mostem z Olandią. Od 1976 jest bezobsługowa i w pełni automatyczna. Do tego czasu prawowało w niej trzech latarników.
Latarnia jest otwarta dla zwiedzających w sezonie letnim. Można na nią wejść poprzez schody o 138 stopniach. W pobliżu znajduje się kiosk z napojami i pamiątkami.